# Saleen S1
Saleen S1 – samochód sportowy klasy kompaktowej produkowany pod amerykańską marką Saleen od 2017 roku.

## Historia i opis modelu
W listopadzie 2017 roku na Los Angeles Auto Show Saleen przedstawił pierwszą samodzielną konstrukcję nie będącą zmodyfikowanym modelem innego producenta od 2009 roku, kiedy to zakończona została produkcja ostatniego takiego modelu - supersamochodu S7.
Saleen S1 powstał według nowej koncepcji, jako kompaktowych rozmiarów samochód sportowy z centralnie umieszczonym silnikiem, jako bliźniacza konstrukcja wobec niemieckiej Artegi GT. S1 dzielił z nią proporcje nadwozia, kształt dachu, drzwi i tylnych wlotów powietrza, a także płytę podłogową i podzespoły techniczne. Unikalny wygląd dla Saleena, autorstwa założyciela firmy Steve'a Saleena, uzyskała przednia oraz tylna część nadwozia. 
Jednostka napędowa Saleena S1 to rzędowy, czterocylindrowy silnik benzynowy rozwijający moc 450 KM i posiadający pojemność 2,5-litra. Za przenoszenie napędu na tylną oś odpowiada 6-biegowa manualna przekładnia.

### Sprzedaż
W ramach zawartego w 2017 roku porozumienia ze spółką Jiangsu Saleen Automotive Technology, Saleen S1 produkowany jest od 2018 roku w chińskim mieście Jiangsu. Pierwsze dostawy egzemplarzy rozpoczęły się w drugiej połowie 2018 roku, a roczna produkcja to 1000-15000 egzemplarzy.

### Silnik
- L4 2.2l 450 KM